# شهرستان اقلتین
ناحیهٔ اقلتین (به ازبکی: Akaltyn District) یک ناحیه در ازبکستان است که در ولایت سیردریا واقع شده‌است. ناحیه اقلتین ۵۷۰ کیلومتر مربع مساحت و ۵۱٬۳۰۰ نفر جمعیت دارد.